# Гравітон (персонаж)
Гравітон (англ. Graviton), справжнє ім'я — Франклін Холл (англ. Flanklin Hall) — суперлиходій, вигаданий персонаж з коміксів американського видавництва Marvel Comics. Створений письменником Джимом Шутером та художником Салом Бускемою. Вперше з'явився на сторінках коміксів у Avengers #158 (квітень 1977). Найчастіше виступає як противник Месників.
У кіновсесвіті Marvel Франклін Холл є канадським вченим, що вивчає речовину "гравітоній". Натомість Гравітоном стає Гленн Телбот — колишній полковник США.

## Історія публікацій
Гравітон дебютував у коміксі Avengers #158, що вийшов у квітні 1977 року за авторством Джима Шутера і Сала Бускеми.

## Вигадана біографія
Франклін Холл, будучи канадським фізиком, бере участь у приватному проекті, який проходить у Канадських скелястих горах. Через помилку в обчисленнях частинки-гравітони зливаються з молекулами його тіла. Він виявляє, що здатен подумки контролювати сили гравітації. Спочатку він приховує свої здібності, але спокушається могутністю і називає себе Гравітоном.
Він встановлює контроль над дослідницьким проектом та ізолює його від суспільства. Його колишньому колезі вдається послати сигнал лиха до штаб-квартири Месників. Холл, дізнавшись про це, підіймає споруду на тисячі футів у небо і погрожує вбити вченого. Прибувши, Месники зазнають поразки і потрапляють в гравітаційне поле, з якого не можуть вибратись. Тим часом Чорна Пантера повертається в штаб команди і дізнається про їхню біду. Він об'єднується з Тором, який тоді також був у відпустці. Пантера визволяє Месників, а Тор бреше Гравітону, що його колега (і любовний інтерес) покінчила життя самогубством. Через це Франклін кидає всю споруду на Тора, але Месникам вдається її опустити в річку.
Гравітон стикається з Істотою та Чорним Громом — лідером нелюдей. Під час бою Холл називає себе "живою чорною дірою" і перетворюється в 15-метрового гуманоїда. Після поразки його вважають мертвим. Але, попри всі сподівання, він відновлює своє людське тіло. Гравітон закохується в дівчину, хоче викрасти її і тому здіймає супермаркет з нею в небо. Цьому запобігає Тор, відправивши його у паралельний вимір.
За допомогою аномалії, яка відкрила портал на Землю, Франклін прибуває в Лос-Анджелес і прагне підкорити собі усю злочинність міста. Цьому заважає команда Месників Західного узбережжя. Пізніше Гравітон вербує лиходіїв Зззакса, Півжиття і Квантума, але їх знову зупиняють Месники Західного узбережжя.
Франклін знову атакує Месників, та вони перемагають його та відправляють в інший вимір. Там він зустрічає расу аборигенів п'тах, які охрестили Гравітона своїм богом. Гравітон будує величезний маяк, яким посилає потужний сигнал. Його вловлюють суперлиходії Барон Земо і Техно. Далі він атакує Месників Західного узбережжя і Громовержців. На цей раз перемогти його допоміг Ангел, використовуючи технологію Людини-машини. Технологія дозволяла вимикати гравітацію, що робило Гравітона практично безсилим.
Гравітон знову опиняється у паралельному вимірі і божеволіє від постійних поразок і вигнань. Він зустрічає істоту по імені М'Релл, разом з яким вирішує завоювати весь світ. Прибуваючи до штабу Громовержців, він помічає, що М'Релл спрямовує свою силу не на допомогу Гравітону, а на створення діри між вимірами, що дозволить п'тах вторгнутись на Землю. Гравітон захищає Громовержців ціною власного життя.
Причина, по якій він знову виявився живим, не повідомляється. Франклін стає дуже слабким, тому його запроторюють до плавучої в'язниці Рафт. Коли Електро відмикає Рафт в спробі визволити Саурона, більшість в'язнів тікає. В тому числі і Гравітон, але він отримує травму голови, яка призводить до ослаблення його здібностей. Його нейтралізує Залізна людина.
Пізніше, в історії 2010 року, з'являється син Франкліна Холла з ідентичними здібностями — лиходій на ім'я Сингулярність. Натомість виявляється, що він взагалі не пов'язаний з Холлом.
Далі, Гравітон стає учасником Вищої ради А.І.М., наряду з Таскмастером, Менталло, Ендрю Форсоном і Джудом Ентропіком, як Міністр науки. Коли Таємні Месники прагнули вбити Ендрю, Холл атакував їх. Але його зупиняє Галк і загін Залізних патріотів.
В сюжетній лініЇ Avengers: Standoff він показаний у навчальному відеоролику для курсантів Щ.И.Т., які працюють у Приємному Пагорбі — місці, де лиходії всесвіту Marvel через вплив живого втілення Космічного Кубу, стали простими людьми. Тут Гравітон працює шеф-кухарем під ім'ям Хові Ховардсон.
Під час сюжету Secret Empire Барон Земо вербує Гравітона до Армії Зла.

## Сили та здібності
Основною силою персонажа звичайно є управління гравітацією, а саме гравітонами  — частинками, що несуть силу тяжіння. Також він може керувати антигравітонами, які мають протилежні властивості гравітонів.
Франклін здатен подумки підняти предмет будь-якої ваги. Наприклад, він силою думки здіймав острови або гори в небо. Може генерувати гравітаційні захисні поля, які захищають його від будь-яких пошкоджень і дозволяють дихати в космосі. Свої сили він може спрямувати для того, щоб літати або левітувати. Також Холл може вистрілювати різноманітними гравітаційними променями з рук.
Крім того, Франклін Холл має ступінь доктора наук фізики. Він знається на передовій фізиці, включаючи телепортацію. Його проблема полягає в тому, що він психічно не здоровий і не може стримувати емоції.

## Поза коміксами

### Мультсеріали
- З'являється у двох епізодах мультсеріалу «Месники: Могутні герої Землі», як в'язень плавучої в'язниці Рафт. Колись він був ученим Щ.И.Т. та займався розробкою нової сироватки супер-солдата. Франклін спричинив аварію, через яку він і отримав здібність керувати гравітацією. Його сили були надто небезпечні, тому Нік Ф'юрі ув'язнив його. Холл десять років лежав без свідомості, поки Рафт через технічні проблеми не був відімкнутий. Йому вдалось втекти і він запланував помсту Ніку Ф'юрі, а заодно і всій планеті. Проте його зупинила новостворена команда Месники.

### Мультфільми
- Франклін Холл виступає покупцем викрадених організацією "Левіафан" технологій Щ.И.Т.а в аніме-фільмі  «Месники Конфіденційно: Чорна Вдова і Каратель». У фінальній битві його перемагають Галк і Залізна людина.

### Серіали
- Франклін Холл фігурує в третьому епізоді першого сезону серіалу «Агенти Щ.И.Т.», що є частиною кіновсесвіту Marvel. Він є канадським фізиком, якого найняв Ієн Куінн для створення гравітаційного маніпулятора на основі загадкової речовини "гравітоній". Вважаючи гравітоній небезпечним, Франклін хоче знищити пристрій. Агент Колсон намагається врятувати його, але все-таки гравітоній поглинає тіло Холла. Його роль зіграв Ієн Харт.
- Пізніше, в п'ятому сезоні з'являється давня розробка Гідри, названа Руйнівник Світів. Також виявляється, що гравітоній поглинув свідомості Франкліна та Куінна, і вони всередині речовини постійно сваряться. Коли залишки колишнього Щ.И.Т.а атакує інопланетна раса реморатів (яких послала Конфедерація), Гленн Телбот — колишній полковник США вирішує врятувати тих, хто раніше врятував його з полону Гідри. Тому він наповнює своє тіло гравітонієм через Руйнівник Світів і стає дуже сильним. Ковас — лідер Конфедерації, розповідає, що вона була створена для захисту планет від вторгнення Таноса. Гленн одягає костюм схожий на Гравітона в коміксах та прямує в Чикаго, щоб роздобути з-під землі тонни гравітонію і тим самим зупинити Таноса. Агенти Щ.И.Т. розуміють, що його дії можуть знищити всю планету. В кінці Дейзі зупиняє Гравітона, посилюючи свої сили за допомогою останньої сироватки "Багатоніжка" і викидає його прямісінько в космос. Так Дейзі запобігає утворенню часової лінії, в якій Гравітон знищує Землю в пошуках гравітонію. Гленна Телбота зіграв актор Адріан Пасдар.

### Відеоігри
- Гравітон є босом у грі The Amazing Spider-Man 2 для Game Boy.
- Франклін також виступає босом у мобільній відеогрі Marvel Avengers Alliance 2.